# Бюртекур-о-Шен
Бюртеку́р-о-Шен (фр. Burthecourt-aux-Chêne) — коммуна во французском департаменте Мёрт и Мозель, региона Лотарингия. Относится к  кантону Сен-Николя-де-Пор.

## География
Бюртекур-о-Шен расположен в 13 км к югу от Нанси. Соседние коммуны: Азело на западе, Куавиллер на востоке.

## Демография
Население коммуны на 2010 год составляло 92 человека.
| 1962 | 1968 | 1975 | 1982 | 1990 | 1999 | 2010 |
| ---- | ---- | ---- | ---- | ---- | ---- | ---- |
| 109  | 106  | 116  | 112  | 109  | 101  | 92   |